# Brassia
Brassia är ett släkte av orkidéer. Brassia ingår i familjen orkidéer.

## Bildgalleri

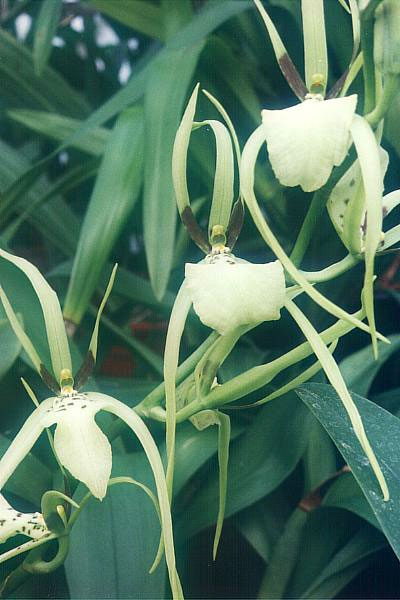
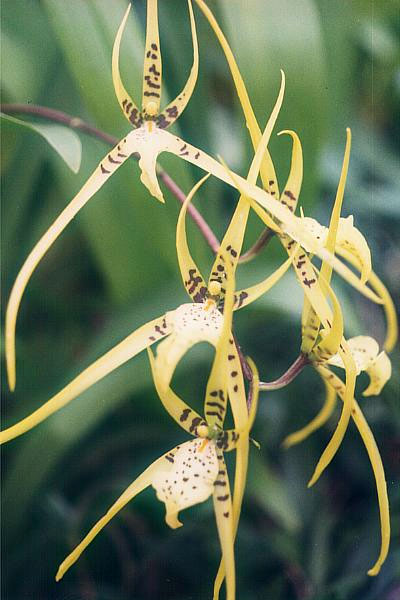
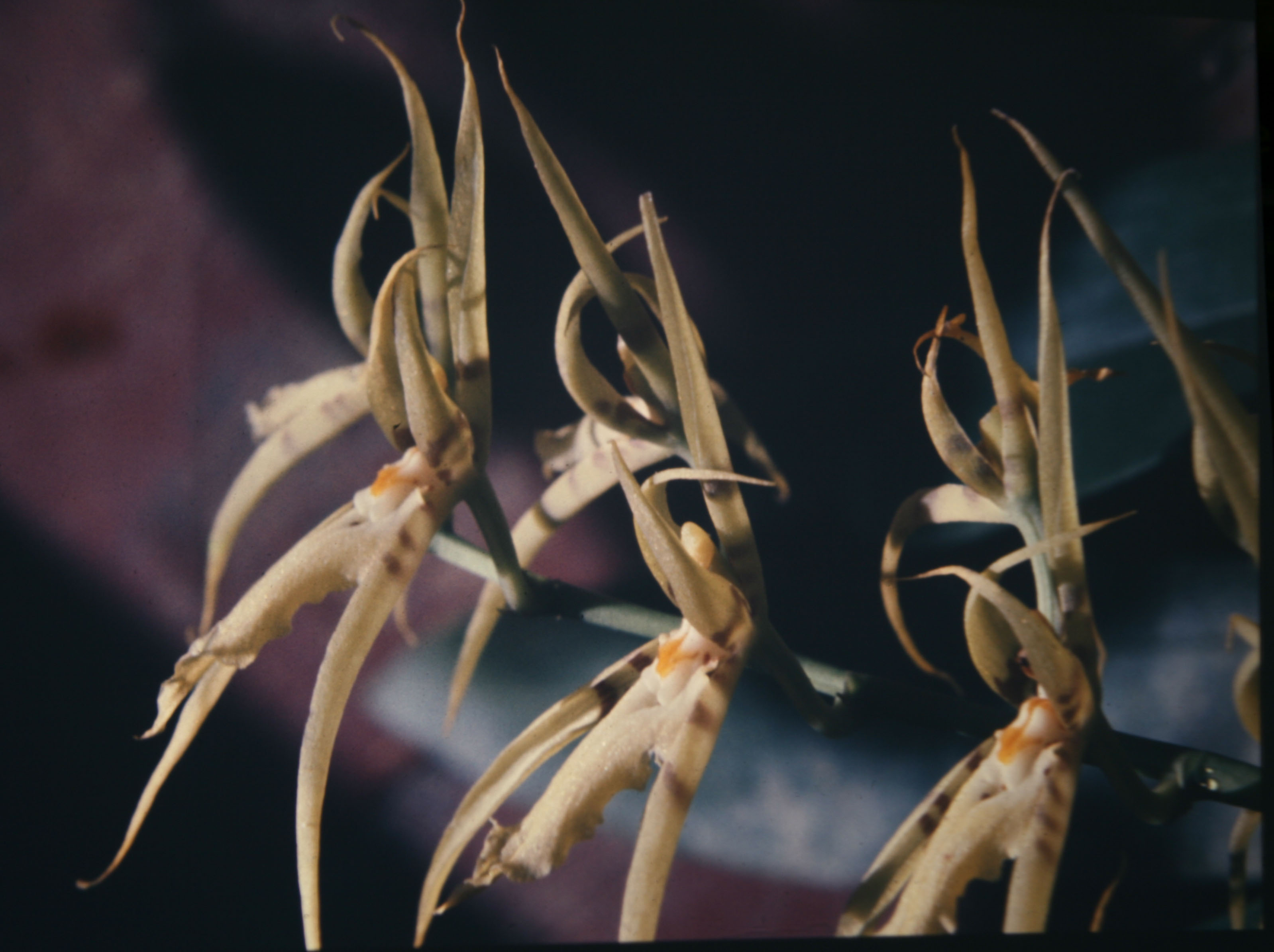
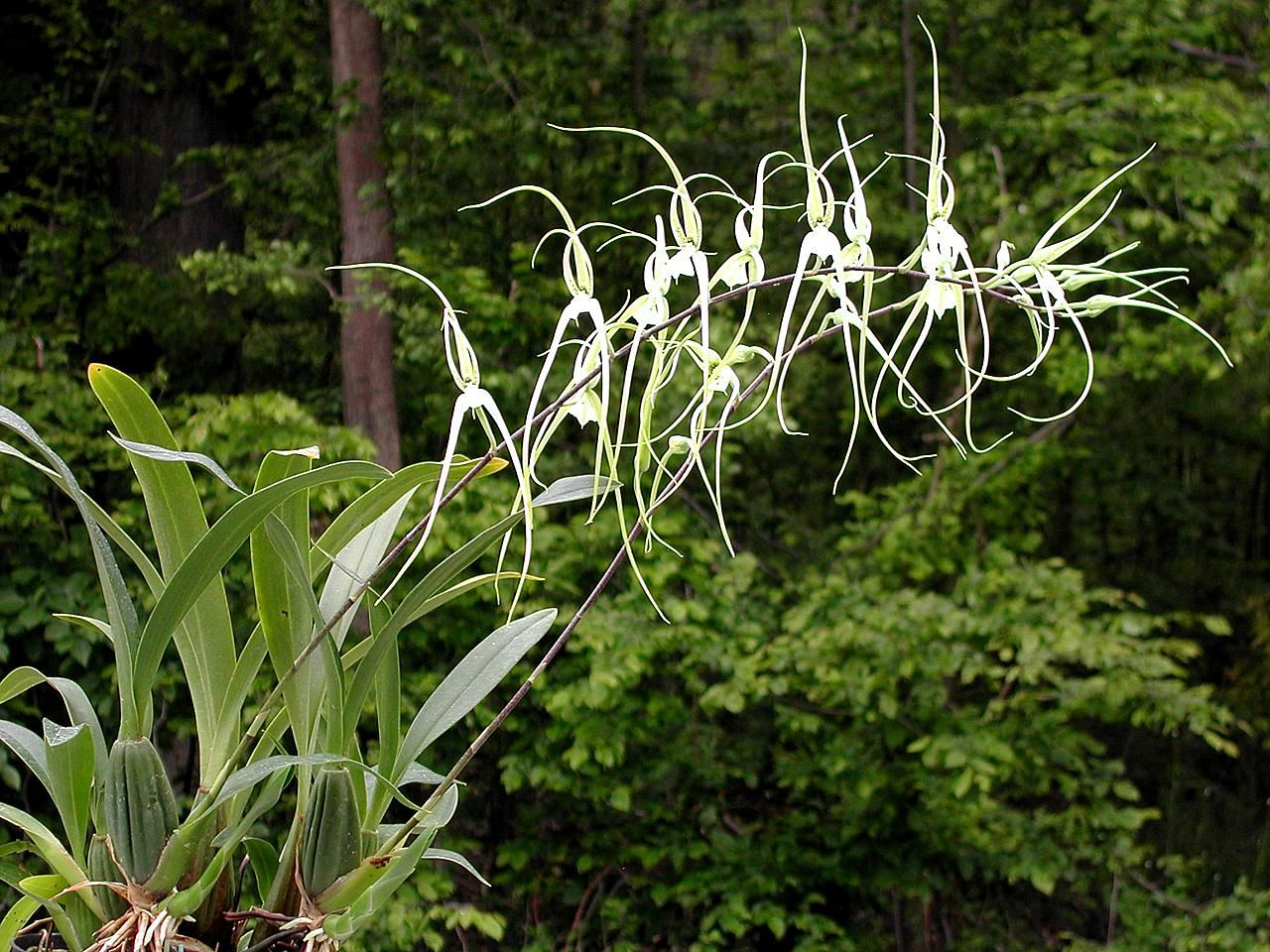
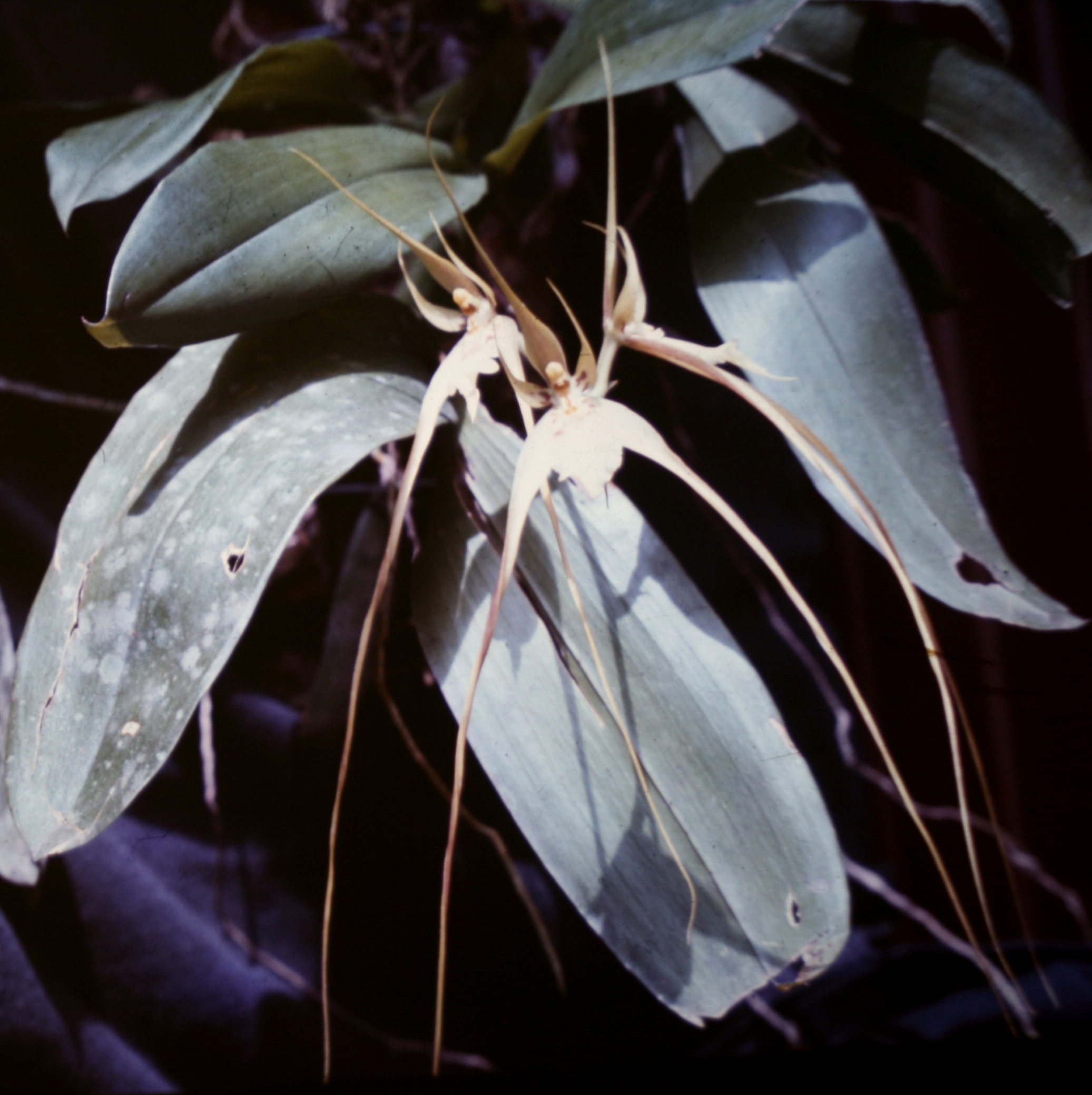
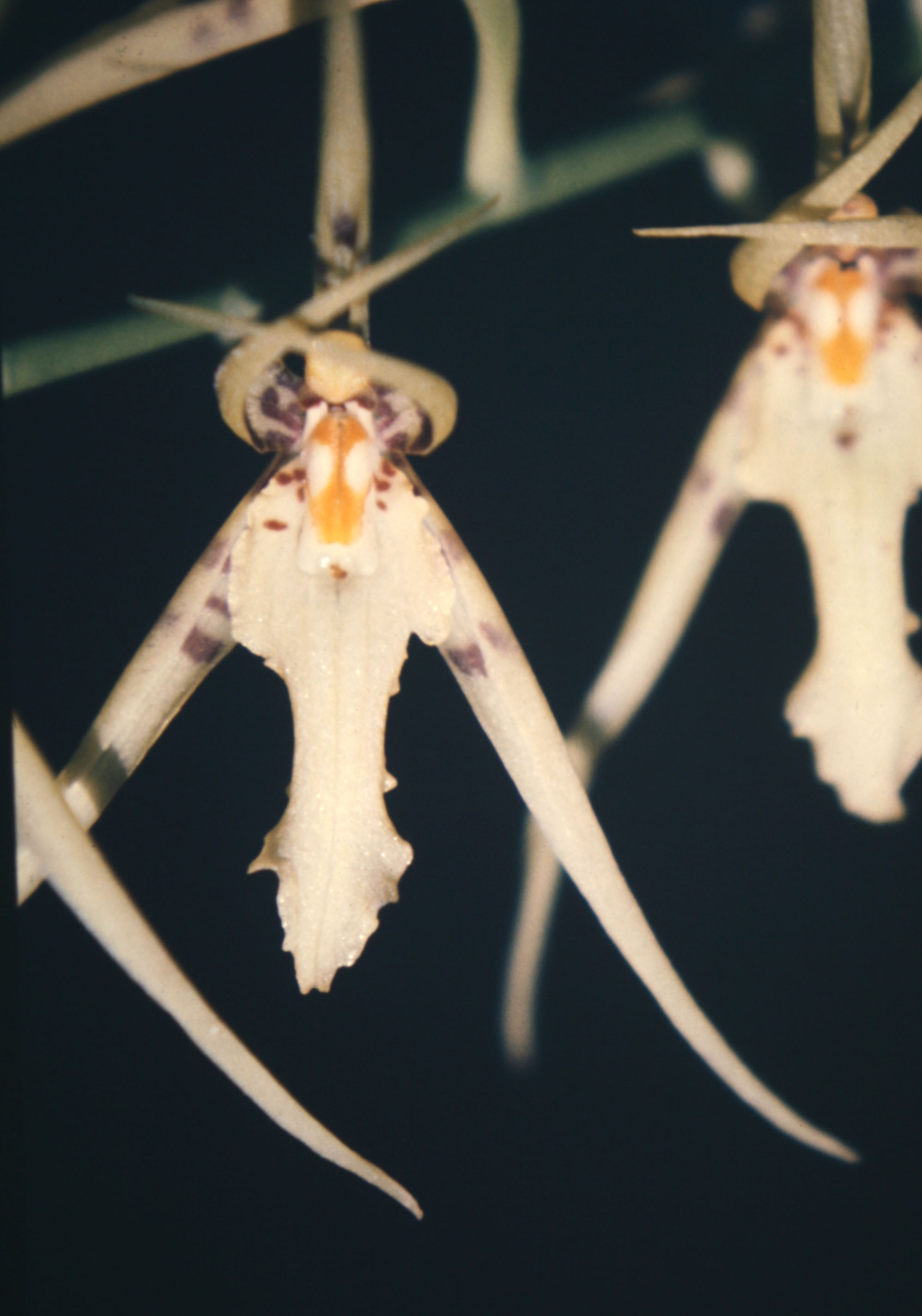

## Dottertaxa tillBrassia, i alfabetisk ordning[1]
- Brassia allenii
- Brassia andreettae
- Brassia angusta
- Brassia angustilabia
- Brassia arachnoidea
- Brassia arcuigera
- Brassia aurorae
- Brassia bennettiorum
- Brassia bidens
- Brassia brachypus
- Brassia caudata
- Brassia cauliformis
- Brassia chloroleuca
- Brassia chlorops
- Brassia cochleata
- Brassia cyrtopetala
- Brassia escobariana
- Brassia euodes
- Brassia farinifera
- Brassia filomenoi
- Brassia forgetiana
- Brassia gireoudiana
- Brassia glumacea
- Brassia huebneri
- Brassia iguapoana
- Brassia jipijapensis
- Brassia keiliana
- Brassia koehlerorum
- Brassia lanceana
- Brassia macrostachya
- Brassia maculata
- Brassia mendozae
- Brassia neglecta
- Brassia ocanensis
- Brassia pascoensis
- Brassia peruviana
- Brassia pozoi
- Brassia pumila
- Brassia rhizomatosa
- Brassia rolandoi
- Brassia signata
- Brassia suavissima
- Brassia thyrsodes
- Brassia transamazonica
- Brassia wageneri
- Brassia warszewiczii
- Brassia verrucosa
- Brassia villosa